# Орден «За заслуги в культурі»
Орден «За заслуги в культурі» — румунська державна нагорода, яка вручається за особливі досягнення в галузі культури. Заснований 1931 року королівським указом №. 2680/1931.

## Загальна інформація
Орденом можуть бути відзначені установи, а також особи, які не є громадянами Румунії, але зробили внесок у популяризацію румунської культури.
Закон 8 від 9 січня 2003 р. передбачає, що Орден «За заслуги в культурі» є нагородою, якою нагороджуються румунські та іноземні громадяни, а також інституції та громадські культурні заклади в країні та за кордоном, за талант і особливі послуги, надані культурі, мистецтву, науці та сприяння духу благодійності через створення, інтерпретацію та соціальну діяльність, що має національний вплив.
Орден «За заслуги в культурі» є частиною категорії цивільних відзнак за сферами діяльності та представлений у двох формах з однаковою ієрархічною цінністю: відзнака та розетка. Орден «За заслуги в культурі» включає 8 категорій, що відповідають певним видам діяльності та стосуються сфери культури. Знаки ордена ідентичні для всіх категорій, але стрічки є індивідуальними для кожної категорії.